# Prion
Prion (iz angleških besed proteinaceous in infectious, s končnico -on zaradi analogije z besedo virion, tj. infektivni delec) je domnevni prenosljivi povzročitelj spongiformnih encefalopatij, ki je v celoti sestavljen iz napačno zvitega prionskega proteina. Natančneje gre za protein z oznako PrPSc, ki je napačno zvita oblika endogenega prionskega proteina z oznako PrPC in je odgovoren za tvorbo amiloidnih plošč, kar vodi do nevrodegeneracije. PrPC je sicer normalno prisoten v številnih tkivih, v membranah celic, njegova vloga pa ni povsem pojasnjena, znano pa je, da dobro veže bakrove ione.
Prioni so vpleteni v številne bolezni sesalcev, kot so bovina spongiformna encefalopatija (BSE, znana tudi kot bolezen norih krav) pri govedu in Creutzfeldt-Jakobova bolezen (CJD) pri človeku. Vse domnevne prionske bolezni napadejo možgane ali drugo živčno tkivo in vse so trenutno neozdravljive ter smrtne.
Vsi znani prioni naj bi povzročali nastanek amiloidnih zvitkov, kjer se proteini polimerizirajo v agregat tesno zvitih beta konformacij. Agregat se akumulira v okuženem tkivu, kar povzroči smrt celic in s tem poškodbo tkiva. Je izjemno stabilen, saj je odporen proti denaturaciji zaradi mnogih kemičnih snovi in obsevanja, zaradi česar je izolacija in odstranitev teh agregatov zelo težka.
Proteine, ki kažejo prionske podobnosti, lahko najdemo tudi v nekaterih glivah, zaradi česar so pomembni za razumevanje sesalskih prionov. V nasprotju s slednjimi pa prioni v glivah ne pozročajo bolezni in so po nekaterih teorijah celo evolucijska pridobitev kot mehanizem dedovanja na proteinski osnovi.

## Struktura

### Izoforme
Protein, iz katerega so sestavljeni tudi prioni, se nahaja v številnih tkivih, tudi pri zdravih ljudeh in živalih. Poglavitni razliki med normalnim proteinom in prionom sta njun različni vzorec zvijanja in dejstvo, da je prion odporen proti proteazam, encimom, ki razgrajujejo proteine. Normalno obliko proteina se označuje kot PrPC, infektivna oblika pa kot PrPSc; C se pri tem nanaša na celični ali običajni, Sc pa na praskavko (angleško scrapie), prionsko bolezen, za katero zbolevajo ovce, sama okrajšava PrP pa dobesedno pomeni proteazno odporni protein (ang. proteaze resistant protein). Medtem, ko so izoforme PrPC strukturno dobro definirane, so izoforme PrPSc dokaj raznolike. In vitro se lahko PrP vzpodbudi k tvorbi različnih izoform, njihova povezava s patogenimi izoformami in vivo pa ni znana.

### PrPC
PrPC je normalni protein, ki se nahaja v membranah celic. Človeški PrPC je sestavljen iz 209 aminokislin, ki so večinoma urejene v alfa vijačnice, in ima eno disulfidno vez, njegova molekulska masa pa znaša 35-36 kDa. Obstaja več oblik, in sicer dve transmembranski, ki prebadata membrano po vse dolžini, ter ena lipidno-vezana oblika, ki je povezana z membrano preko kovalentne vezi z membranskim glikolipidom. Človeški gen PRNP, ki nosi zapis za prionsko beljakovino, se nahaja na 20. kromosomu.
Funkcija PrPC ni popolnoma znana, ima pa veliko afiniteto za vezavo bakrovih ionov (Cu2+); pomembnost slednjega prav tako ni znana, najverjetneje pa je povezano s samo strukturo proteina ali njegovo funkcijo. PrPC razgrajuje proteinaza K, v in vitro razmerah pa se ga lahko s celične površine izolira s pomočjo fosfoinozitid fosfolipaze C (PI-PLC), ki cepi glikofosfatidilinozitol (GPI sidro). Verjetno sodeluje tudi pri prenosu živčnega vzburjenja.

### PrPSc
Infektivna izoforma PrPC, znana kot PrPSc, lahko spremeni normalne PrPC proteine v infektivno izoformo preko spreminjanja njihovih konformacij ali oblik. Čeprav natančna 3D struktura PrPSc ni znana, okužene celice kažejo akumulacijo proteinov, zgrajenih večinoma iz beta ploskev, na mestih, kjer so običajno proteini, zgrajeni večinoma iz alfa vijačnic. Agregacije nenormalnih proteinov tvorijo amiloidna vlakna, te pa amiloidne plošče. Konca vsakega vlakna delujeta kot mesti, na kateri se lahko vežejo prosti proteini. Razlike v aminokislinskem zaporedju so vzrok za strukturne značilnosti površine amiloidnih vlaken: posledica tega je, da se na konca lahko vežejo le tisti prosti proteini, ki so identični določenim prionskim proteinom. 
Patogena oblika je odporna na različne fizikalne in kemične učinke. V skladu s tem so odporni na navadne postopke razkuževanja (dezinfekcije) in sterilizacije, zato je potrebno uporabiti podaljšano avtoklaviranje (sterilizacija z visoko temperaturo in tlakom) ali večurno namakanje v raztopini natrijevega hipoklorita (NaOCl) ali natrijevega hidroksida (NaOH).

## Prionske bolezni
Prioni se od virusov razlikujejo predvsem po odsotnosti nukleinske kisline ter zapisu za prionsko beljakovino na celičnih kromosomih. Prionske bolezni se pojavljajo v kužni, sporadični in dedni obliki. Njihove skupne značilnosti so:
- dolga inkubacijska doba (nekaj mesecev do nekaj let),
- počasno in progresivno napredovanje, ki se vedno konča s smrtjo,
- prizadetost osrednjega živčevja, ki se kaže s kroničnim in postopnim pešanjem kognitivnih in motoričnih funkcij,
- histopatološke spremembe v obliki vakuolizacije nevronov, reaktivno astrocitozo in amiloidnimi plaki.

Pri živalih povzročajo prioni več bolezni:
| Bolezen                                                             | Naravni gostitelj |
| ------------------------------------------------------------------- | ----------------- |
| praskavka                                                           | ovce, koze        |
| goveja spongiformna encefalopatija (BSE, tudi »bolezen norih krav«) | domače govedo     |
| prenosljiva encefalopatija kun                                      | kune              |
| eksotična encefalopatija kopitarjev                                 | antilope          |
| mačja spongiformna encefalopatija                                   | mačke             |
| bolezen kroničnega hiranja                                          | srnjad, losi      |

Pri človeku so znane naslednje bolezni, ki se pojavljajo v kužni, sporadični in/ali dedni obliki:
| Bolezen                                         | Etiologija                           | Poglavitni klinični znak |
| ----------------------------------------------- | ------------------------------------ | ------------------------ |
| Kuru                                            | okužba (obredni kanibalizem)         | ataksija, tremor         |
| Creutzfeldt-Jakobova bolezen (CJB)              | iatrogena okužba, mutacija gena PRNP | demenca                  |
| Gerstmann-Sträusler-Scheinkerjeva bolezen (GSS) | mutacija gena PRNP                   | ataksija, tremor         |
| smrtonosna družinska nespečnost (FFI)           | mutacija gena PRNP                   | nespečnost               |

### Patogeneza
Po heterodimernem modelu se prioni razmnožujejo tako, da se patogene oblike, tj. PrPSc, povežejo z normalnimi, nepatogenimi oblikami (PrPC) in katalizirajo njihovo pretvorbo v nepatogene oblike, ta cikel pa se nato ponavlja enako pri drugih prionih. Pri tem najverjetneje sodelujejo kaperonske molekule. Prioni se nabirajo v lizosomih, kar verjetno privede do njihovega razlitja, posledično pa do vakuolizacije in propada nevronov. Zaradi tega postane možgansko tkivo luknjičasto, kasneje pa spužvasto (spongiformna degeneracija). V osrednjem živčevju se počasoma nabira med seboj trdno povezanih prionov, ki tvorijo amiloidne plake. Odmiranje nevronov spremlja astrocitoza, tj. razraščanje in aktivacija astrocitov. Glede na to, da je osnova patogeneze konformacijska sprememba telesu lastne beljakovine, ni imunskega in vnetnega odziva.
Raziskave so pokazale, da se prionska bolezen pojavi samo takrat, kadar obstaja zapis za normalno prionsko beljakovino; odsotnost izražanja (ekspresija) prionskih beljakovin prepreči okužb. Iz tega se lahko sklepa, da so prionske bolezni posledica kopičenja PrPSc in ne zaviranja PrPC.
Nekatere dedne oblike človeških prionskih bolezni, kot so družinska CJB, Gerstmann-Sträusler-Scheinkerjeva bolezen (GSS) in smrtonosna družinska nespečnost (FFI) povzročajo mutacije gena PRNP.
Okužba s prioni druge živalske vrste povečini ni učinkovita. Čim večja je razlika v zaporedju aminokislin prionov, tem manjša je verjetnost medvrstnega prenosa in razvoja bolezni. Glede na to da se BSE, ki je sicer bolezen domačega goveda, lahko prenese na človeka, je domnevano, da je za specifično interakcijo med prioni različnih vrst organizmov bistvena podobnost v določenih aminokislinskih odsekih.